# Équipe de France masculine de handball au Championnat d'Europe 2014
L'équipe de France masculine de handball participe à ses 11e Championnats d'Europe lors de cette édition 2014 qui se tient au Danemark du 12 au 26 janvier 2014.
Elle y remporte son troisième titre de champion d'Europe grâce à sa victoire 41 à 32 face au pays hôte, le Danemark. La France remporte ce titre alors qu'elle se trouve en pleine transition, par suite de la retraite de nombreux cadres comme Grégoire Detrez, Didier Dinart, Daouda Karaboué présent lors du dernier mondial en Espagne ou encore Guillaume Gille. De plus cette équipe est également embarrassée par les blessures de son arrière droit Xavier Barachet de Jérôme Fernandez, et de Thierry Omeyer opéré d'un tendon du biceps peu de temps avant la compétition.
Pour la seconde fois, Nikola Karabatic est nommé meilleur joueur du championnat d'Europe et Luc Abalo est nommé meilleur ailier droit du tournoi continentale pour la deuxième fois de sa carrière également.
La France réalise aussi une finale historique car, pour la première fois dans toute l'histoire des finales de tournois internationaux (Euro, Monde, Jeux Olympiques), une équipe a inscrit plus de 40 buts lors d'une finale.

## Présentation

### Qualification
Placée dans le Groupe 3 avec la Norvège, la Lituanie et la Turquie, la France remporte ses 6 matchs et obtient ainsi sa qualification :
|   | Équipe   | Pts | J | G | N | P | Bp  | Bc  | Diff |
| - | -------- | --- | - | - | - | - | --- | --- | ---- |
| 1 | France   | 12  | 6 | 6 | 0 | 0 | 177 | 134 | 43   |
| 2 | Norvège  | 8   | 6 | 4 | 0 | 2 | 185 | 154 | 31   |
| 3 | Lituanie | 2   | 6 | 1 | 0 | 5 | 145 | 164 | -19  |
| 4 | Turquie  | 2   | 6 | 1 | 0 | 5 | 136 | 191 | -55  |

| Date et heure     | Équipe 1 | Score | Équipe 2 |
| ----------------- | -------- | ----- | -------- |
| 01.11.2012, 19h00 | France   | 27-18 | Lituanie |
| 04.11.2012, 19h00 | Turquie  | 20-33 | France   |
| 03.04.2013, 19h10 | Norvège  | 22-29 | France   |
| 06.04.2013, 18h30 | France   | 32-28 | Norvège  |
| 12.06.2013, 18h45 | Lituanie | 23-25 | France   |
| 15.06.2013, 15h00 | France   | 31-23 | Turquie  |

### Matchs de préparation
La France a notamment participé à la première édition de la Golden League. La première étape se déroule du 1er au 3 novembre 2013 à Oslo en Norvège. Les résultats de la France sont :
| Équipe 1 | Score | Équipe 2 |
| -------- | ----- | -------- |
| Danemark | 33-29 | France   |
| Norvège  | 29-32 | France   |
| France   | 29-24 | Croatie  |

Un stage de préparation a eu lieu à Capbreton (Landes) du 27 au 30 décembre puis les Bleus se retrouvent le 2 janvier à Paris pour la deuxième étape de la Golden League avec deux matchs à Paris (les 4 et 5 janvier 2014) et un au Mans (le 7 janvier 2014). Les résultats de la France sont :
| Équipe 1 | Score | Équipe 2 |
| -------- | ----- | -------- |
| France   | 29-23 | Qatar    |
| France   | 28-29 | Danemark |
| France   | 29-28 | Norvège  |

Le groupe de 20 joueurs, progressivement réduit à 16 joueurs, qui a participé à la préparation était :
- Gardiens : 
  - Cyril Dumoulin (1,99 m, 29 ans, 23 sélections, Chambéry)
  - Vincent Gérard (1,88 m, 26 ans, 6 sélections, Dunkerque)
  - Wesley Pardin (1,95 m, 23 ans, 1 sélection, Toulouse)
- Arrières :
  - Kévynn Nyokas (1,88 m, 27 ans, 14 sélections, Chambéry)
  - Mathieu Grébille (1,98 m, 22 ans, 9 sélections, Montpellier)
  - Timothey N'Guessan (1,96 m, 21 ans, 11 sélections, Chambéry)
  - William Accambray (1,94 m, 25 ans, 57 sélections, Montpellier)
  - Pierre Soudry (1,83 m, 25 ans, 0 sélection, Dunkerque)
- Demi-centres :
  - Daniel Narcisse (1,89 m, 33 ans, 249 sélections, Paris SG)
  - Nikola Karabatic (1,96 m, 29 ans, 216 sélections, FC Barcelone/ESP)
  - Kentin Mahé (1,85 m, 22 ans, 11 sélections, Hambourg/GER)
- Ailiers :
  - Guillaume Joli (1,78 m, 28 ans, 85 sélections, Dunkerque)
  - Samuel Honrubia (1,80 m, 27 ans, 52 sélections, Paris SG)
  - Luc Abalo (1,82 m, 29 ans, 172 sélections, Paris SG)
  - Michaël Guigou (1,79 m, 31 ans, 181 sélections, Montpellier)
  - Valentin Porte (1,90 m, 23 ans, 14 sélections, Toulouse)
- Pivots :
  - Igor Anic (1,93 m, 26 ans, 11 sélections, Cesson-Rennes)
  - Cédric Sorhaindo (1,92 m, 29 ans, 113 sélections, FC Barcelone/ESP)
  - Luka Karabatic (2,02 m, 25 ans, 6 sélections, Pays d'Aix)
  - Benjamin Afgour (1,95 m, 22 ans, 0 sélection, Dunkerque)
- en convalescence
  - Thierry Omeyer (gardien de but)
  - Jérôme Fernandez (arrière gauche et capitaine)

### Effectif
Parmi les absents, ont déclaré forfait Xavier Barachet (scaphoïde) et Bertrand Gille (aponévrosite plantaire), ce dernier ayant fait son retour sous le maillot bleu à l'occasion de la Golden League. Thierry Omeyer, opéré fin octobre d'un tendon d'un biceps, et le capitaine Jérôme Fernandez, victime en novembre d'une fracture du quatrième métacarpe de la main droite, sont incertains mais participeront bien à la compétition.

## Résultats

### Tour préliminaire
La France évolue dans le Groupe C qui joue dans la NRGi Arena à Aarhus. Le classement final de la poule est :
|   | Équipe  | Pts | J | G | N | P | Bp | Bc | Diff | Dép |
| - | ------- | --- | - | - | - | - | -- | -- | ---- | --- |
| 1 | France  | 6   | 3 | 3 | 0 | 0 | 94 | 83 | 11   | /   |
| 2 | Pologne | 2   | 3 | 1 | 0 | 2 | 70 | 70 | 0    | +1  |
| 3 | Russie  | 2   | 3 | 1 | 0 | 2 | 77 | 84 | -7   | 0   |
| 4 | Serbie  | 2   | 3 | 1 | 0 | 2 | 73 | 77 | -4   | -1  |

| Date et heure           | Équipe 1 | Score   | Équipe 2 |
| ----------------------- | -------- | ------- | -------- |
| 13 janvier 2014 - 20h15 | France   | 35 – 28 | Russie   |
| 15 janvier 2014 - 20h15 | Pologne  | 27 – 28 | France   |
| 17 janvier 2014 - 20h15 | Serbie   | 28 – 31 | France   |

Pour son entrée en lice dans la compétition, la France et Jérôme Fernandez, de retour de blessure, est opposée à la Russie. Après l'ouverture du score des russes, la France inscrit 3 buts pour prendre un premier avantage. À égalité 7-7 à la 14e minute, la France inscrit une série de 6 buts d'affilée pour mener 13 à 7 et garde un avantage de 5 buts jusqu'à la mi-temps (19-14). Au retour des vestiaires, la France inscrit une série de 4 buts pour porter l'avantage à +8 à 35e minute (23-15). L'équipe de France continue d'augmenter son avantage jusqu'à atteindre 10 buts d'avance, la Russie réduit l'écart sur la fin de la partie mais les Experts s'imposent finalement 35 à 28,. Cette partie marque la grande première en compétition internationale pour Igor Anic, Luka Karabatic, Mathieu Grébille, Vincent Gérard, Cyril Dumoulin et Kévynn Nyokas. Ce dernier profite de la légère blessure de Valentin Porte pour être propulsé titulaire et effectuer un excellent match (neuf buts à 75 % de réussite au tir), il a même été élu meilleur joueur du match.
Cyril Dumoulin allait encore monter de niveau et réaliser un match remarquable face aux Polonais. Avec ses 17 arrêts, conjugués à l'activité de William Accambray et d'Igor Anic en fin de partie, les Français arrachaient une précieuse victoire (28-27) au terme d'un match très engagé. Un succès fondateur pour Jérôme Fernandez et ses coéquipiers qualifiés pour le tour principal avant même d'affronter la Serbie, l'enjeu du troisième match étant quand même de prendre le maximum de points avant de basculer sur le tour principal tandis que la Serbie était obligée de s'imposer pour continuer sa route. 
Face à la Serbie, Guillaume Joli réalise un parfait 10/10 sur pénalty, soit presque un tiers des buts de l'équipe de France qui s'impose 31 à 28. Thierry Omeyer, de retour de blessure, joue ses premières minutes et réussit ses premiers arrêts (2).
| 13 janvier 2014 20 h 15 CET | France          | 35 - 28   | Russie            | NRGi Arena, Aarhus Affluence : 2 350 Arbitrage : Horáček, Novotný |
| 13 janvier 2014 20 h 15 CET | Kévynn Nyokas 9 | (19 - 14) | Dimitri Kovalev 6 | NRGi Arena, Aarhus Affluence : 2 350 Arbitrage : Horáček, Novotný |
| 13 janvier 2014 20 h 15 CET | ×3              | Rapport   | ×3 ×4             | NRGi Arena, Aarhus Affluence : 2 350 Arbitrage : Horáček, Novotný |

| France                     |    |                   |      |              |
|                            |    |                   |      |              |
| G                          | 1  | Cyril Dumoulin    | 9/24 |              |
| G                          | 12 | Vincent Gérard    | 2/15 |              |
| ARD                        | 2  | Jérôme Fernandez  | 0/1  |              |
| P                          | 7  | Igor Anic         | 1/1  | Carton jaune |
| DC                         | 8  | Daniel Narcisse   | 1/4  |              |
| ALD                        | 9  | Guillaume Joli    | 1/2  | Suspension   |
| ARD                        | 10 | Kévynn Nyokas     | 9/12 | Suspension   |
| ALG                        | 11 | Samuel Honrubia   | 1/2  | Carton jaune |
| DC                         | 13 | Nikola Karabatic  | 6/6  | Carton jaune |
| ARG                        | 15 | Mathieu Grébille  | 4/5  |              |
| ARG                        | 18 | William Accambray | 1/1  | Suspension   |
| ALD                        | 19 | Luc Abalo         | 3/3  |              |
| P                          | 20 | Cédric Sorhaindo  | 1/4  |              |
| ALG                        | 21 | Michaël Guigou    | 7/7  |              |
| P                          | 22 | Luka Karabatic    | 0/0  |              |
| Entraîneur : Claude Onesta |    |                   |      |              |

| France | Statistiques   | Russie |
| ------ | -------------- | ------ |
| 35/48  | Buts marqués   | 28/46  |
| 73 %   | % réussite     | 61 %   |
| 3/4    | Jets de 7 m    | 6/6    |
| 6 min  | Suspensions    | 8 min  |
| 3      | Cartons jaunes | 3      |
| 0      | Cartons rouges | 0      |
| 11/39  | Arrêts         | 8/43   |
| 28 %   | % d'arrêts     | 19 %   |

| Russie                      |    |                       |      |                           |
|                             |    |                       |      |                           |
| G                           | 12 | Vadim Bogdanov        | 4/28 |                           |
| G                           | 16 | Igor Levchine         | 4/15 |                           |
| P                           | 4  | Alexeï Poliakov       | 0/0  |                           |
| P                           | 5  | Alexandre Pichkine    | 3/3  | Suspension                |
| ARD                         | 7  | Dimitri Kovalev       | 6/8  |                           |
| ARD                         | 8  | Egor Evdokimov        | 2/6  |                           |
| ALG                         | 9  | Oleg Skopintsev       | 2/2  | Carton jaune · Suspension |
| DC                          | 11 | Pavel Atman           | 1/3  | Suspension                |
| ARG                         | 13 | Sergueï Gorbok        | 3/6  | Carton jaune · Suspension |
| ARG                         | 18 | Sergueï Koudinov      | 1/1  |                           |
| ARD                         | 25 | Sergueï Chelmenko     | 0/0  |                           |
| ARD                         | 35 | Konstantine Igropoulo | 5/8  | Carton jaune              |
| DC                          | 52 | Inal Aflituline       | 1/2  |                           |
| ARD                         | 69 | Samuel Aslanian       | 2/3  |                           |
| DC                          | 89 | Dimitri Jitnikov      | 2/4  |                           |
| Entraîneur : Oleg Koulechov |    |                       |      |                           |

| 15 janvier 2014 20 h 15 CET | Pologne       | 27 - 28   | France             | NRGi Arena, Aarhus Affluence : 2 785 Arbitrage : Krstić, Ljubič |
| 15 janvier 2014 20 h 15 CET | Jakub Łucak 5 | (14 - 15) | Nikola Karabatic 8 | NRGi Arena, Aarhus Affluence : 2 785 Arbitrage : Krstić, Ljubič |
| 15 janvier 2014 20 h 15 CET | ×4 ×6         | Rapport   | ×3 ×6              | NRGi Arena, Aarhus Affluence : 2 785 Arbitrage : Krstić, Ljubič |

| Pologne                      |    |                      |      |                           |
|                              |    |                      |      |                           |
| G                            | 1  | Sławomir Szmal       | 9/37 |                           |
| G                            | 16 | Piotr Wyszomirski    | 0/0  |                           |
| DC                           | 2  | Bartłomiej Jaszka    | 2/3  | Carton jaune              |
| ARD                          | 3  | Krzysztof Lijewski   | 4/8  | Carton jaune              |
| ARG                          | 8  | Karol Bielecki       | 0/0  | Suspension · Suspension   |
| ALG                          | 11 | Adam Wiśniewski      | 1/3  |                           |
| P                            | 13 | Bartosz Jurecki      | 3/4  |                           |
| ARG                          | 15 | Michał Jurecki       | 2/6  | Suspension                |
| P                            | 18 | Piotr Grabarczyk     | 0/0  | Carton jaune · Suspension |
| ARG                          | 20 | Mariusz Jurkiewicz   | 3/6  | Suspension                |
| P                            | 23 | Kamil Syprzak        | 0/1  |                           |
| ALD                          | 29 | Jakub Łucak          | 5/6  |                           |
| ALG                          | 30 | Przemysław Krajewski | 2/4  |                           |
| ARD                          | 45 | Michał Szyba         | 1/3  |                           |
| ARG                          | 49 | Piotr Chrapkowski    | 4/9  | Suspension                |
| Entraîneur : Michael Biegler |    |                      |      |                           |

| Pologne | Statistiques   | France |
| ------- | -------------- | ------ |
| 27/53   | Buts marqués   | 28/48  |
| 51 %    | % réussite     | 58 %   |
| 0/1     | Jets de 7 m    | 2/2    |
| 12 min  | Suspensions    | 12 min |
| 4       | Cartons jaunes | 3      |
| 0       | Cartons rouges | 0      |
| 9/37    | Arrêts         | 17/44  |
| 24 %    | % d'arrêts     | 39 %   |

| France                     |                            |                            |                            |                                        |
|                            |                            |                            |                            |                                        |
| G                          | 1                          | Cyril Dumoulin             | 17/44                      |                                        |
| G                          | 12                         | Vincent Gérard             | 0/0                        |                                        |
| ARD                        | 2                          | Jérôme Fernandez           | 3/6                        |                                        |
| P                          | 7                          | Igor Anic                  | 4/4                        | Suspension                             |
| DC                         | 8                          | Daniel Narcisse            | 0/6                        | Suspension                             |
| ALD                        | 9                          | Guillaume Joli             | 0/0                        |                                        |
| ARD                        | 10                         | Kévynn Nyokas              | 1/4                        |                                        |
| ALG                        | 11                         | Samuel Honrubia            | 0/0                        |                                        |
| DC                         | 13                         | Nikola Karabatic           | 8/10                       | Carton jaune                           |
| ARG                        | 15                         | Mathieu Grébille           | 0/0                        |                                        |
| ARG                        | 18                         | William Accambray          | 4/5                        |                                        |
| ALD                        | 19                         | Luc Abalo                  | 2/5                        | Suspension                             |
| P                          | 20                         | Cédric Sorhaindo           | 2/2                        | Suspension                             |
| ALG                        | 21                         | Michaël Guigou             | 4/6                        |                                        |
| P                          | 22                         | Luka Karabatic             | 0/0                        | Carton jaune · Suspension · Suspension |
| Entraîneur : Claude Onesta | Entraîneur : Claude Onesta | Entraîneur : Claude Onesta | Entraîneur : Claude Onesta | Carton jaune                           |

| 17 janvier 2014 20 h 15 CET | Serbie                    | 28 - 31   | France            | NRGi Arena, Aarhus Affluence : 4 562 Arbitrage : Geipel, Helbig |
| 17 janvier 2014 20 h 15 CET | Nenadić, Nikčević, Rnić 5 | (12 - 17) | Guillaume Joli 10 | NRGi Arena, Aarhus Affluence : 4 562 Arbitrage : Geipel, Helbig |
| 17 janvier 2014 20 h 15 CET | ×3                        | Rapport   | ×2 ×3             | NRGi Arena, Aarhus Affluence : 4 562 Arbitrage : Geipel, Helbig |

| Serbie                    |    |                    |      |                           |
|                           |    |                    |      |                           |
| G                         | 1  | Slaviša Đukanović  | 2/8  |                           |
| G                         | 12 | Darko Stanić       | 8/33 |                           |
| ARD                       | 6  | Marko Vujin        | 1/5  |                           |
| ALG                       | 7  | Ivan Nikčević      | 5/5  |                           |
| DC                        | 9  | Nikola Manojlović  | 0/0  | Suspension                |
| P                         | 11 | Alem Toskić        | 1/1  | Carton jaune              |
| ARG                       | 13 | Momir Ilić         | 3/6  | Carton jaune              |
| ALD                       | 14 | Bogdan Radivojević | 0/0  |                           |
| ALD                       | 17 | Rajko Prodanović   | 0/2  | Suspension                |
| P                         | 18 | Rastko Stojković   | 4/4  | Suspension                |
| ALG                       | 19 | Nemanja Ilić       | 0/0  |                           |
| ARG                       | 20 | Momir Rnić         | 5/5  |                           |
| DC                        | 24 | Uroš Mitrović      | 2/3  |                           |
| ARD                       | 25 | Nemanja Zelenović  | 2/5  | Carton jaune · Suspension |
| ARG                       | 30 | Draško Nenadić     | 0/2  |                           |
| DC                        | 31 | Petar Nenadić      | 5/5  |                           |
| Entraîneur : Vladan Matić |    |                    |      |                           |

| Serbie | Statistiques   | France |
| ------ | -------------- | ------ |
| 28/43  | Buts marqués   | 31/47  |
| 65 %   | % réussite     | 66 %   |
| 4/5    | Jets de 7 m    | 10/11  |
| 6 min  | Suspensions    | 6 min  |
| 3      | Cartons jaunes | 2      |
| 0      | Cartons rouges | 0      |
| 10/41  | Arrêts         | 10/38  |
| 24 %   | % d'arrêts     | 26 %   |

| France                     |    |                   |       |              |
|                            |    |                   |       |              |
| G                          | 1  | Cyril Dumoulin    | 8/26  |              |
| G                          | 12 | Vincent Gérard    | 0/0   |              |
| G                          | 16 | Thierry Omeyer    | 2/12  |              |
| ARD                        | 2  | Jérôme Fernandez  | 2/5   | Carton jaune |
| P                          | 7  | Igor Anic         | 1/1   | Suspension   |
| DC                         | 8  | Daniel Narcisse   | 2/4   | Suspension   |
| ALD                        | 9  | Guillaume Joli    | 10/10 |              |
| ARD                        | 10 | Kévynn Nyokas     | 0/0   |              |
| ALG                        | 11 | Samuel Honrubia   | 2/3   |              |
| DC                         | 13 | Nikola Karabatic  | 3/6   |              |
| ARG                        | 15 | Mathieu Grébille  | 0/2   | Suspension   |
| ARG                        | 18 | William Accambray | 0/0   |              |
| ALD                        | 19 | Luc Abalo         | 5/6   |              |
| P                          | 20 | Cédric Sorhaindo  | 6/8   |              |
| ALG                        | 21 | Michaël Guigou    | 0/2   |              |
| P                          | 22 | Luka Karabatic    | 0/0   | Carton jaune |
| Entraîneur : Claude Onesta |    |                   |       |              |

### Tour principal
Les matchs du Groupe II ont lieu à NRGi Arena à Aarhus. Le classement final du tour principal est :
|   | Équipe      | Pts | J | G | N | P | Bp  | Bc  | Diff | Dép |
| - | ----------- | --- | - | - | - | - | --- | --- | ---- | --- |
| 1 | France      | 8   | 5 | 4 | 0 | 1 | 157 | 140 | 17   | +2  |
| 2 | Croatie     | 8   | 5 | 4 | 0 | 1 | 147 | 126 | 21   | -2  |
| 3 | Pologne     | 6   | 5 | 3 | 0 | 2 | 145 | 136 | 9    | +10 |
| 4 | Suède       | 6   | 5 | 3 | 0 | 2 | 138 | 137 | 1    | -10 |
| 5 | Russie      | 2   | 5 | 1 | 0 | 4 | 141 | 154 | -13  | /   |
| 6 | Biélorussie | 0   | 5 | 0 | 0 | 5 | 137 | 172 | -35  | /   |

| Date et heure    | Équipe 1 | Score   | Équipe 2    |
| ---------------- | -------- | ------- | ----------- |
| 13 janvier 20h15 | France   | 35 – 28 | Russie      |
| 15 janvier 20h15 | Pologne  | 27 – 28 | France      |
| 19 janvier 20h15 | France   | 27 – 25 | Croatie     |
| 21 janvier 18h00 | France   | 39 – 30 | Biélorussie |
| 22 janvier 18h00 | France   | 28 – 30 | Suède       |

Forte de ses 3 victoires au tour préliminaire, la France affronte dès son premier match du tour principal la Croatie qui est dans la même situation. Valentin Porte, légèrement blessé pendant la préparation, intègre la compétition au détriment de Vincent Gérard. Menée en première période et bousculée par la Croatie (7-10 puis 11-14), la France fait face à un Marko Kopljar virevoltant, inscrivant 7 buts en première mi-temps. Mais grâce à Cédric Sorhaindo et un jet de sept mètres du joueur de Montpellier Michaël Guigou à la dernière seconde, la France mène à la pause 18-17. Grâce à un Thierry Omeyer impérial et auteur d'un formidable retour après trois mois d'absence, (47 % de réussite aux arrêts), et une très bonne deuxième période, la France prend l'avantage sur son adversaire du soir, menant 4 buts à 4 minutes de la fin, la France s'impose finalement 27 à 25 grâce à un ultime but du demi-centre français Nikola Karabatic. Cette victoire ouvre la route des demi-finales aux français,. 
Deux jours plus tard, l'équipe de France s'impose face à la Biélorussie. Dominateur dès le début de match, les français prennent rapidement l'avantage au score, (4-0) dès la 4e minute, puis (9-3) à la 11e.  La France mène encore de six buts à la 24e minute mais la Biélorussie profite de quelques errements dans la défense française pour n'être mené que de 4 buts à la mi-temps (20-16). En fin de match, Claude Onesta profite de l'avance pour faire tourner son effectif et la France s'impose finalement 39 à 30 et signe sa cinquième victoire d'affilée. Les remplaçants Samuel Honrubia, Igor Anic et Mathieu Grébille se sont signalés lors de ce match inscrivant respectivement, 9 buts, 4 buts et 3 buts. 
Le dernier match, face à la Suède, est sans enjeu à la suite de la défaite de ces derniers face à la Pologne (35-25) : la France est assurée de terminer première de sa poule et la Suède est éliminée. Malgré une mauvaise entame de match (menée 0-2 au bout de 2 minutes grâce à deux réalisations de Johan Jakobsson), les Bleus ont mené pendant la majeure partie du match, mais ils ont souffert du turn-over opéré par le sélectionneur. Les Bleus ont cependant repris leur match vers une sixième victoire d'affilée, menant (16-14) à la mi-temps puis (19-16, et 20-17). Mais la Suède inflige ensuite un 11-4 aux Experts en l'espace de douze minutes. Menée de 4 buts à 2 minutes de la fin, la France réduit l'écart grâce aux réalisations de Kévynn Nyokas et Samuel Honrubia mais finit cependant par s'incliner 28 à 30,. Pour l'honneur, les Suédois déjà éliminés ont battu les champions olympiques, pour la première fois depuis huit ans. 
À l'issue du tour principal, la France se qualifie en première position de la poule II et affrontera le second de la poule I, le champion du monde en titre, l'Espagne. De plus, cette qualification pour les demi-finales offre à la France un ticket pour le Mondial 2015.
| 19 janvier 2014 20 h 15 CET | France                             | 27 - 25   | Croatie         | NRGi Arena, Aarhus Affluence : 3 400 Arbitrage : Gjeding, Hansen |
| 19 janvier 2014 20 h 15 CET | Nikola Karabatic, Michaël Guigou 7 | (18 - 17) | Marko Kopljar 7 | NRGi Arena, Aarhus Affluence : 3 400 Arbitrage : Gjeding, Hansen |
| 19 janvier 2014 20 h 15 CET | ×2                                 | Rapport   | ×4 ×5           | NRGi Arena, Aarhus Affluence : 3 400 Arbitrage : Gjeding, Hansen |

| France                     |    |                   |       |                           |
|                            |    |                   |       |                           |
| G                          | 1  | Cyril Dumoulin    | 1/14  |                           |
| G                          | 16 | Thierry Omeyer    | 11/23 |                           |
| ARD                        | 2  | Jérôme Fernandez  | 1/2   |                           |
| P                          | 7  | Igor Anic         | 0/0   |                           |
| DC                         | 8  | Daniel Narcisse   | 2/3   | Carton jaune              |
| ALD                        | 9  | Guillaume Joli    | 0/0   |                           |
| ARD                        | 10 | Kévynn Nyokas     | 0/0   |                           |
| ALG                        | 11 | Samuel Honrubia   | 0/0   |                           |
| DC                         | 13 | Nikola Karabatic  | 7/12  | Carton jaune · Suspension |
| ARG                        | 15 | Mathieu Grébille  | 0/1   |                           |
| ARG                        | 18 | William Accambray | 1/2   |                           |
| ALD                        | 19 | Luc Abalo         | 3/4   |                           |
| P                          | 20 | Cédric Sorhaindo  | 5/5   |                           |
| ALG                        | 21 | Michaël Guigou    | 7/10  |                           |
| P                          | 22 | Luka Karabatic    | 0/0   | Suspension                |
| P                          | 28 | Valentin Porte    | 1/3   |                           |
| Entraîneur : Claude Onesta |    |                   |       |                           |

| France | Statistiques   | Croatie |
| ------ | -------------- | ------- |
| 27/42  | Buts marqués   | 25/43   |
| 64 %   | % réussite     | 58 %    |
| 3/3    | Jets de 7 m    | 2/3     |
| 4 min  | Suspensions    | 10 min  |
| 2      | Cartons jaunes | 4       |
| 0      | Cartons rouges | 0       |
| 12/37  | Arrêts         | 9/36    |
| 32 %   | % d'arrêts     | 25 %    |

| Croatie                    |    |                  |      |                                        |
|                            |    |                  |      |                                        |
| G                          | 1  | Venio Losert     | 0/1  |                                        |
| G                          | 25 | Mirko Alilović   | 9/35 |                                        |
| DC                         | 5  | Domagoj Duvnjak  | 2/6  | Suspension                             |
| ARD                        | 8  | Marko Kopljar    | 7/12 | Carton jaune                           |
| P                          | 9  | Igor Vori        | 1/1  | Suspension                             |
| ARG                        | 10 | Jakov Gojun      | 1/2  | Carton jaune · Suspension              |
| ALD                        | 13 | Zlatko Horvat    | 2/2  |                                        |
| DC                         | 14 | Drago Vuković    | 0/0  |                                        |
| ARG                        | 20 | Damir Bičanić    | 2/5  |                                        |
| ARD                        | 21 | Denis Buntić     | 1/2  |                                        |
| DC                         | 22 | Josip Valčić     | 1/2  |                                        |
| ARG                        | 23 | Stipe Mandalinić | 1/2  |                                        |
| ALG                        | 26 | Manuel Štrlek    | 5/5  |                                        |
| ALD                        | 27 | Ivan Čupić       | 2/4  |                                        |
| P                          | 28 | Željko Musa      | 0/0  | Carton jaune · Suspension · Suspension |
| ALG                        | 29 | Ivan Ninčević    | 0/0  |                                        |
| Entraîneur : Slavko Goluža |    |                  |      |                                        |

| 21 janvier 2014 18 h 00 CET | France            | 39 - 30   | Biélorussie                       | NRGi Arena, Aarhus Affluence : 2 100 Arbitrage : Nikolić, Stojković |
| 21 janvier 2014 18 h 00 CET | Samuel Honrubia 9 | (20 - 16) | Ivan Brouka, Dzmitry Nikulenkau 6 | NRGi Arena, Aarhus Affluence : 2 100 Arbitrage : Nikolić, Stojković |
| 21 janvier 2014 18 h 00 CET | ×3 ×1             | Rapport   | ×3                                | NRGi Arena, Aarhus Affluence : 2 100 Arbitrage : Nikolić, Stojković |

| France                     |    |                   |       |                           |
|                            |    |                   |       |                           |
| G                          | 1  | Cyril Dumoulin    | 3/7   |                           |
| G                          | 16 | Thierry Omeyer    | 13/39 |                           |
| ARD                        | 2  | Jérôme Fernandez  | 3/4   |                           |
| P                          | 7  | Igor Anic         | 4/4   |                           |
| DC                         | 8  | Daniel Narcisse   | 4/6   |                           |
| ALD                        | 9  | Guillaume Joli    | 6/8   |                           |
| ARD                        | 10 | Kévynn Nyokas     | 0/3   |                           |
| ALG                        | 11 | Samuel Honrubia   | 9/11  |                           |
| DC                         | 13 | Nikola Karabatic  | 0/0   | Carton jaune · Suspension |
| ARG                        | 15 | Mathieu Grébille  | 3/4   |                           |
| ARG                        | 18 | William Accambray | 0/0   |                           |
| ALD                        | 19 | Luc Abalo         | 1/1   |                           |
| P                          | 20 | Cédric Sorhaindo  | 4/6   |                           |
| ALG                        | 21 | Michaël Guigou    | 0/0   |                           |
| P                          | 22 | Luka Karabatic    | 0/0   | Carton jaune              |
| P                          | 28 | Valentin Porte    | 5/7   | Carton jaune              |
| Entraîneur : Claude Onesta |    |                   |       |                           |

| France | Statistiques   | Biélorussie |
| ------ | -------------- | ----------- |
| 39/54  | Buts marqués   | 30/54       |
| 72 %   | % réussite     | 56 %        |
| 4/5    | Jets de 7 m    | 6/6         |
| 2 min  | Suspensions    | 6 min       |
| 3      | Cartons jaunes | 3           |
| 0      | Cartons rouges | 0           |
| 16/46  | Arrêts         | 8/47        |
| 35 %   | % d'arrêts     | 17 %        |

| Biélorussie                 |    |                     |      |              |
|                             |    |                     |      |              |
| G                           | 1  | Kazimir Kotlinski   | 8/47 |              |
| G                           | 21 | Vitali Charapenka   | 0/0  |              |
| ALG                         | 2  | Ivan Brouka         | 6/6  | Suspension   |
| P                           | 4  | Maxim Babichev      | 3/4  | Suspension   |
| ARD                         | 6  | Viktar Zaitsau      | 2/2  | Carton jaune |
| ARG                         | 8  | Dzmitry Kamyshyk    | 3/8  |              |
| ARD                         | 9  | Aleh Astrashapkin   | 1/1  |              |
| ARG                         | 14 | Siarhei Rutenka     | 0/4  | Carton jaune |
| ALD                         | 15 | Dzianis Rutenka     | 0/1  |              |
| DC                          | 17 | Dzmitry Nikulenkau  | 6/11 |              |
| ARD                         | 18 | Siarhei Shylovich   | 4/8  |              |
| P                           | 19 | Mikhail Niazhura    | 0/0  | Carton jaune |
| ARG                         | 20 | Dzmitry Chystabayeu | 0/0  | Suspension   |
| ALD                         | 24 | Maksim Baranau      | 4/5  |              |
| ARD                         | 86 | Evgeny Semenov      | 2/5  |              |
| Entraîneur : Iouri Chevtsov |    |                     |      |              |

| 22 janvier 2014 18 h 00 CET | France           | 28 - 30   | Suède                             | NRGi Arena, Aarhus Affluence : 3 000 Arbitrage : Geipel, Helbig |
| 22 janvier 2014 18 h 00 CET | Guillaume Joli 4 | (16 - 14) | Johan Jakobsson, Lukas Karlsson 6 | NRGi Arena, Aarhus Affluence : 3 000 Arbitrage : Geipel, Helbig |
| 22 janvier 2014 18 h 00 CET | ×3 ×1            | Rapport   | ×3 ×5                             | NRGi Arena, Aarhus Affluence : 3 000 Arbitrage : Geipel, Helbig |

| France                     |    |                   |      |              |
|                            |    |                   |      |              |
| G                          | 1  | Cyril Dumoulin    | 7/23 |              |
| G                          | 16 | Thierry Omeyer    | 4/18 |              |
| ARD                        | 2  | Jérôme Fernandez  | 3/3  | Carton jaune |
| P                          | 7  | Igor Anic         | 2/2  | Carton jaune |
| DC                         | 8  | Daniel Narcisse   | 3/6  |              |
| ALD                        | 9  | Guillaume Joli    | 4/4  |              |
| ARD                        | 10 | Kévynn Nyokas     | 1/2  |              |
| ALG                        | 11 | Samuel Honrubia   | 2/3  |              |
| DC                         | 13 | Nikola Karabatic  | 1/3  |              |
| ARG                        | 15 | Mathieu Grébille  | 1/3  |              |
| ARG                        | 18 | William Accambray | 3/10 |              |
| ALD                        | 19 | Luc Abalo         | 2/4  |              |
| P                          | 20 | Cédric Sorhaindo  | 1/1  |              |
| ALG                        | 21 | Michaël Guigou    | 3/5  |              |
| P                          | 22 | Luka Karabatic    | 0/0  | Suspension   |
| P                          | 28 | Valentin Porte    | 2/2  | Carton jaune |
| Entraîneur : Claude Onesta |    |                   |      |              |

| France | Statistiques   | Suède  |
| ------ | -------------- | ------ |
| 28/56  | Buts marqués   | 30/57  |
| 50 %   | % réussite     | 53 %   |
| 6/7    | Jets de 7 m    | 1/1    |
| 2 min  | Suspensions    | 10 min |
| 3      | Cartons jaunes | 3      |
| 0      | Cartons rouges | 0      |
| 11/41  | Arrêts         | 10/38  |
| 27 %   | % d'arrêts     | 26 %   |

| Suède                     |    |                     |      |                           |
|                           |    |                     |      |                           |
| G                         | 1  | Mattias Andersson   | 9/34 |                           |
| G                         | 22 | Johan Sjöstrand     | 1/4  |                           |
| DC                        | 2  | Magnus Persson      | 0/1  | Suspension                |
| ARG                       | 6  | Jonas Källman       | 3/4  |                           |
| P                         | 7  | Magnus Jernemyr     | 0/0  | Suspension                |
| DC                        | 8  | Lukas Karlsson      | 6/8  | Suspension                |
| ALD                       | 10 | Niclas Ekberg       | 3/4  |                           |
| ARG                       | 15 | Jonas Larholm       | 1/2  |                           |
| P                         | 18 | Tobias Karlsson     | 0/1  | Carton jaune · Suspension |
| ARD                       | 19 | Johan Jakobsson     | 6/13 | Carton jaune              |
| DC                        | 21 | Patrik Fahlgren     | 0/0  |                           |
| ALG                       | 24 | Fredrik Petersen    | 3/3  |                           |
| ARG                       | 25 | Kim Ekdahl du Rietz | 2/5  | Carton jaune · Suspension |
| ALD                       | 32 | Mattias Zachrisson  | 0/0  |                           |
| P                         | 35 | Andreas Nilsson     | 5/5  |                           |
| P                         | 36 | Jesper Nielsen      | 1/1  |                           |
| Entraîneur : Ola Lindgren |    |                     |      |                           |

### Demi-finale
L'équipe de France est idéalement lancée par un excellent début de match de Thierry Omeyer qui effectue trois parades en tout début de match. La France mène rapidement au score prenant même jusqu'à 5 buts d'avance grâce à une réalisation de Michaël Guigou pour le 10e but tricolore (10-5). Consécutivement à un jet de sept mètres de Guillaume Joli arrêté par José Manuel Sierra, l'Espagne se relance et inflige un 8-1 en dix minutes à la France pour arriver en tête à la pause (14-12). L'équipe de France revient à égalité grâce au premier but de la partie de Nikola Karabatic à la 35e minute. La France prend deux buts d'avance (18-16) puis se retrouve en double infériorité numérique avec un jet de 7 mètres à tirer pour les Espagnols. Cyril Dumoulin remplace Thierry Omeyer dans le but, arrête le penalty de Joan Cañellas et sur la contre attaque, Luc Abalo slalome au milieu de trois Espagnols permet à la France de prendre deux buts d'avance (19-17). L'Espagne revient à égalité (20-20) à la 42e minute. Le nouveau patron de la défense française, Luka Karabatic écope de sa troisième expulsion de deux minute et récolte finalement un carton rouge à la 52e minute. En infériorité numérique, la France reprend de nouveau le dessus sur la défense espagnole, Nikola Karabatic permet à la France de reprendre un but d'avance, Valentin Porte permet lui aux bleus de prendre deux buts d'avance, Luc Abalo inscrit les trois derniers buts français de la partie. L'équipe de France s'impose finalement sur le score de 30 à 27, elle se qualifie pour sa 7e finale internationale en 8 ans. Les Experts ont pu notamment au cours de cette demi-finale s'appuyer sur l'apport offensif de Luc Abalo et Valentin Porte, 8 et 7 buts respectivement, et côté défense, Cyril Dumoulin se signale par une excellente partie avec 47 % de réussite aux arrêts. Grâce à sa victoire contre le champion du monde espagnol, la France affrontera en finale la nation hôte le Danemark tombeur de la Croatie.
| 24 janvier 2014 18 h 30 CET | France      | 30 - 27   | Espagne          | Jyske Bank Boxen, Herning Affluence : 14 000 Arbitrage : Krstić, Ljubič |
| 24 janvier 2014 18 h 30 CET | Luc Abalo 8 | (12 - 14) | Joan Cañellas 10 | Jyske Bank Boxen, Herning Affluence : 14 000 Arbitrage : Krstić, Ljubič |
| 24 janvier 2014 18 h 30 CET | ×4 ×7 ×1    | Rapport   | ×4               | Jyske Bank Boxen, Herning Affluence : 14 000 Arbitrage : Krstić, Ljubič |

| France                     |    |                   |      |                                                                    |
|                            |    |                   |      |                                                                    |
| G                          | 1  | Cyril Dumoulin    | 9/19 |                                                                    |
| G                          | 16 | Thierry Omeyer    | 7/24 |                                                                    |
| ARD                        | 2  | Jérôme Fernandez  | 0/0  |                                                                    |
| P                          | 7  | Igor Anic         | 0/0  |                                                                    |
| DC                         | 8  | Daniel Narcisse   | 5/10 | Suspension                                                         |
| ALD                        | 9  | Guillaume Joli    | 1/2  |                                                                    |
| ARD                        | 10 | Kévynn Nyokas     | 0/0  |                                                                    |
| ALG                        | 11 | Samuel Honrubia   | 0/0  |                                                                    |
| DC                         | 13 | Nikola Karabatic  | 2/3  | Carton jaune · Suspension · Suspension                             |
| ARG                        | 15 | Mathieu Grébille  | 0/0  |                                                                    |
| ARG                        | 18 | William Accambray | 0/0  | Suspension                                                         |
| ALD                        | 19 | Luc Abalo         | 8/11 |                                                                    |
| P                          | 20 | Cédric Sorhaindo  | 2/3  |                                                                    |
| ALG                        | 21 | Michaël Guigou    | 5/7  |                                                                    |
| P                          | 22 | Luka Karabatic    | 0/0  | Carton jaune · Suspension · Suspension · Suspension · Carton rouge |
| P                          | 28 | Valentin Porte    | 7/8  | Carton jaune                                                       |
| Entraîneur : Claude Onesta |    |                   |      |                                                                    |

| France | Statistiques   | Espagne |
| ------ | -------------- | ------- |
| 30/55  | Buts marqués   | 27/55   |
| 55 %   | % réussite     | 49 %    |
| 5/6    | Jets de 7 m    | 4/5     |
| 14 min | Suspensions    | 8 min   |
| 4      | Cartons jaunes | 4       |
| 1      | Cartons rouges | 0       |
| 16/43  | Arrêts         | 7/37    |
| 37 %   | % d'arrêts     | 19 %    |

| Espagne                     |                             |                             |                             |                                        |
|                             |                             |                             |                             |                                        |
| G                           | 12                          | José Manuel Sierra          | 5/29                        |                                        |
| G                           | 33                          | Gonzalo Pérez de Vargas     | 2/8                         |                                        |
| ARD                         | 3                           | Eduardo Gurbindo            | 0/0                         |                                        |
| ALD                         | 4                           | Albert Rocas                | 0/1                         |                                        |
| ARD                         | 5                           | Jorge Maqueda               | 2/12                        | Suspension                             |
| ALD                         | 8                           | Víctor Tomás                | 2/4                         | Carton jaune                           |
| DC                          | 9                           | Raúl Entrerríos             | 4/6                         |                                        |
| DC                          | 11                          | Daniel Sarmiento            | 0/0                         |                                        |
| P                           | 13                          | Julen Aguinagalde           | 5/6                         |                                        |
| ALG                         | 15                          | Cristian Ugalde             | 1/2                         |                                        |
| P                           | 19                          | Juan Andreu                 | 0/0                         |                                        |
| DC                          | 21                          | Joan Cañellas               | 10/12                       | Carton jaune · Suspension · Suspension |
| DC                          | 24                          | Viran Morros                | 1/1                         | Suspension                             |
| ARG                         | 26                          | Antonio García Robledo      | 1/2                         | Carton jaune                           |
| ALG                         | 28                          | Valero Rivera               | 1/3                         |                                        |
| P                           | 30                          | Gedeón Guardiola            | 0/0                         |                                        |
| Entraîneur : Manolo Cadenas | Entraîneur : Manolo Cadenas | Entraîneur : Manolo Cadenas | Entraîneur : Manolo Cadenas | Carton jaune                           |

### Finale
La France entame idéalement sa finale contre le Danemark, grâce à un nouvel excellent début de match de Thierry Omeyer, deux arrêts lors des deux premières tentatives danoises. Nikola Karabatic lance parfaitement la France en ouvrant la marque, les Experts prennent rapidement le large, menant déjà 3 à 0 au bout de 4e minute de jeu avant que Mikkel Hansen ne débloque le compteur danois. Sur une contre-attaque de Michaël Guigou, la France prend 5 buts d'avance (2-7), mettant leurs hôtes danois dos au mur. Auteur d'un mauvais début de match Niklas Landin Jacobsen est remplacé par le portier remplaçant Jannick Green. Malmené par les Français, Ulrik Wilbek utilise ses temps-morts dès le quart d'heure. À la 21e minute, un but de Valentin Porte permet aux « Experts » de prendre 10 buts d'avance (7-17). À deux secondes de la sonnerie de mi-temps, Valentin Porte inscrit un magnifique kung fu sur une passe d'aile de Michaël Guigou, permettant aux Français de rentrer aux vestiaires avec 7 buts d'avance (16-23).
En deuxième mi-temps, l'équipe de France reprend immédiatement sa marche en avant et mène de 9 buts (16-25) à la 31e minute. Sur un tir de Daniel Narcisse, les Bleus reprennent 10 buts d'avance (25-35) à 10 min de la fin. À partir de là, Claude Onesta profite de cette confortable avance pour faire participer tous les remplaçants à la fête. Kévynn Nyokas inscrit les deux derniers buts français. La France remporte pour la troisième fois de son histoire le titre de champion d’Europe sur la marque de (32-41),,. Côté danois, seuls le capitaine Mikkel Hansen, auteur de 9 buts, et l’ailier Hans Lindberg (6 buts), ont réalisé une bonne prestation. La France s'est appuyée sur une bonne défense et une attaque virevoltante à l'image de Michaël Guigou, auteur de 10 buts, de la révélation française du tournoi,, Valentin Porte (9 buts) et aux 7 buts de Luc Abalo.
| 26 janvier 2014 17 h 30 CET | Danemark        | 32 - 41   | France            | Jyske Bank Boxen, Herning Affluence : 14 000 Arbitrage : Raluy, Sabroso |
| 26 janvier 2014 17 h 30 CET | Mikkel Hansen 9 | (16 - 23) | Michaël Guigou 10 | Jyske Bank Boxen, Herning Affluence : 14 000 Arbitrage : Raluy, Sabroso |
| 26 janvier 2014 17 h 30 CET | ×3              | Rapport   | ×3                | Jyske Bank Boxen, Herning Affluence : 14 000 Arbitrage : Raluy, Sabroso |

| Danemark                  |    |                        |      |                                  |
|                           |    |                        |      |                                  |
| G                         | 1  | Niklas Landin Jacobsen | 4/26 |                                  |
| G                         | 16 | Jannick Green          | 6/25 |                                  |
| DC                        | 2  | Thomas Mogensen        | 2/5  |                                  |
| ARD                       | 3  | Mads Christiansen      | 2/6  |                                  |
| ARG                       | 4  | Klaus Thomsen          | 0/0  |                                  |
| DC                        | 5  | Mads Mensah Larsen     | 1/2  |                                  |
| ALG                       | 7  | Anders Eggert          | 1/3  |                                  |
| DC                        | 13 | Bo Spellerberg         | 2/3  |                                  |
| P                         | 14 | Michael V. Knudsen     | 0/0  |                                  |
| P                         | 15 | Jesper Nøddesbo        | 3/3  |                                  |
| ALD                       | 17 | Lasse Svan Hansen      | 0/0  |                                  |
| ALD                       | 18 | Hans Lindberg          | 6/8  |                                  |
| P                         | 19 | René Toft Hansen       | 1/1  | Averti · Suspension · Suspension |
| ARG                       | 21 | Henrik Møllgaard       | 4/7  | Averti · Suspension              |
| ARD                       | 22 | Kasper Søndergaard     | 1/4  |                                  |
| ARG                       | 24 | Mikkel Hansen          | 9/11 | Averti                           |
| Entraîneur : Ulrik Wilbek |    |                        |      |                                  |

| Danemark                                                 | Statistiques   | France |
| -------------------------------------------------------- | -------------- | ------ |
| 32/53                                                    | Buts marqués   | 41/56  |
| 60 %                                                     | % réussite     | 73 %   |
| 0/0                                                      | Jets de 7m     | 3/3    |
| 3                                                        | Cartons jaunes | 3      |
| 3                                                        | Suspensions    | 3      |
| 0                                                        | Cartons rouges | 0      |
| 10/51                                                    | Arrêts         | 13/45  |
| 20 %                                                     | % d'arrêts     | 29 %   |
| Meilleur joueur de la finale : Daniel Narcisse ( France) |                |        |

| France                     |    |                   |       |            |
|                            |    |                   |       |            |
| G                          | 1  | Cyril Dumoulin    | 1/5   |            |
| G                          | 16 | Thierry Omeyer    | 12/40 |            |
| ARD                        | 2  | Jérôme Fernandez  | 0/0   |            |
| P                          | 7  | Igor Anic         | 0/1   | Suspension |
| DC                         | 8  | Daniel Narcisse   | 6/7   |            |
| ALD                        | 9  | Guillaume Joli    | 0/0   |            |
| ARD                        | 10 | Kévynn Nyokas     | 2/2   |            |
| ALG                        | 11 | Samuel Honrubia   | 0/0   |            |
| DC                         | 13 | Nikola Karabatic  | 5/11  |            |
| ARG                        | 15 | Mathieu Grébille  | 0/0   |            |
| ARG                        | 18 | William Accambray | 0/1   |            |
| ALD                        | 19 | Luc Abalo         | 7/9   | Suspension |
| P                          | 20 | Cédric Sorhaindo  | 2/3   | Averti     |
| ALG                        | 21 | Michaël Guigou    | 10/11 | Averti     |
| P                          | 22 | Luka Karabatic    | 0/0   | Averti     |
| ARD                        | 28 | Valentin Porte    | 9/11  | Suspension |
| Entraîneur : Claude Onesta |    |                   |       |            |

## Statistiques et récompenses

### Équipe-type
Deux joueurs français figurent dans l'équipe-type du championnat d'Europe 2014 : Nikola Karabatic est élu meilleur joueur et Luc Abalo meilleur ailier droit. 

### Statistiques collectives
Avec une moyenne de 32,4 buts par match, la France possède la meilleure attaque de la compétition. Elle est également l'équipe qui a inscrit le plus grand nombre de buts sur un match, à savoir 41 buts lors de la finale face au Danemark.

### Buteurs
| Rang | Joueur            | Tot. | Tirs | %      | Ch. | 7m | MJ | Moy. |
| ---- | ----------------- | ---- | ---- | ------ | --- | -- | -- | ---- |
| 1    | Michaël Guigou    | 36   | 48   | 75,0 % | 19  | 17 | 8  | 4,5  |
| 2    | Nikola Karabatic  | 32   | 51   | 62,7 % | 32  | 0  | 8  | 4,0  |
| 3    | Luc Abalo         | 31   | 43   | 72,1 % | 31  | 0  | 8  | 3,9  |
| 4    | Valentin Porte    | 24   | 31   | 77,4 % | 24  | 0  | 5  | 4,8  |
| 5    | Cédric Sorhaindo  | 23   | 32   | 71,9 % | 23  | 0  | 8  | 2,9  |
| 6    | Daniel Narcisse   | 23   | 46   | 50,0 % | 23  | 0  | 8  | 2,9  |
| 7    | Guillaume Joli    | 22   | 26   | 84,6 % | 3   | 19 | 8  | 2,8  |
| 8    | Samuel Honrubia   | 14   | 19   | 73,7 % | 14  | 0  | 6  | 2,3  |
| 9    | Kévynn Nyokas     | 13   | 23   | 56,5 % | 13  | 0  | 5  | 2,6  |
| 10   | Igor Anic         | 12   | 13   | 92,3 % | 12  | 0  | 7  | 1,7  |
| 11   | Jérôme Fernandez  | 12   | 21   | 57,1 % | 12  | 0  | 8  | 1,5  |
| 12   | William Accambray | 9    | 23   | 39,1 % | 9   | 0  | 7  | 1,3  |
| 13   | Mathieu Grébille  | 8    | 15   | 53,3 % | 8   | 0  | 6  | 1,3  |

### Gardiens de but
| N° | Nom            | Équipe | %      | Arrêts | Tirs | MJ | Moy. |
| -- | -------------- | ------ | ------ | ------ | ---- | -- | ---- |
| 1  | Cyril Dumoulin | France | 34,0 % | 55     | 162  | 8  | 6,9  |
| 2  | Thierry Omeyer | France | 31,4 % | 49     | 156  | 6  | 8,2  |
| 3  | Vincent Gérard | France | 13,3 % | 2      | 15   | 3  | 0,7  |